# Иден (река)
Иден (англ. Eden) — река в Великобритании. Протекает по северо-западу Англии в графстве Камбрия.

## Этимология
Согласно записям греческого географа Клавдия Птолемея река была известна римлянам как Itouna. Это название происходит от кельтского слова «ituna», означающего «вода», или «торопливая».

## Географические сведения
Иден берёт начало из болота в Пеннинских горах, расположенного на территории общины Маллерстанг на границе Камбрии и Северного Йоркшира между двумя невысокими вершинами. Длина реки 153 км. Левые притоки — Колдью, Петтерил, Имонт; правый приток — Эртинг. Впадает в залив Солуэй-Ферт Ирландского моря. Средний расход воды 51,82 м³/с. Судоходна до города Карлайл.
В месте слияния с левым притоком Колдью, в северной части города Карлайл, за 8 километров от устья, реку пересекает вал Адриана.